# Campoletis banksi
Campoletis banksi är en stekelart som först beskrevs av Henry Lorenz Viereck 1921.  Campoletis banksi ingår i släktet Campoletis och familjen brokparasitsteklar. Inga underarter finns listade.